# Lasianthus pedunculatus
Lasianthus pedunculatus är en måreväxtart som beskrevs av Eileen Adelaide Bruce. Lasianthus pedunculatus ingår i släktet Lasianthus och familjen måreväxter. IUCN kategoriserar arten globalt som sårbar.
Artens utbredningsområde är Tanzania.

## Underarter
Arten delas in i följande underarter:
- L. p. angustisepalus
- L. p. pedunculatus